# Roger Filcock
Le bienheureux Roger Filcock (dans la clandestinité: Arthur Naylor), né vers 1570 à Sandwich, Kent (Angleterre) et mort (exécuté) le 27 février 1601, à Tyburn (Londres), était un prêtre, novice jésuite anglais. Il fut béatifié en tant que martyr catholique par le pape Jean-Paul II le 22 novembre 1987.

## Biographie
Le fils de Simon et Margaret Lowe, Roger Filcock nait à Sandwich (Kent) aux environs de 1570. Il commence ses études secondaires au collège anglais à Reims, en France, le 15 juin 1581. Ses études terminées  il se rend en Espagne, à Valladolid, pour entrer (en 1590) à Saint-Alban, un séminaire catholique anglophone (en Espagne) préparant en exil des prêtres catholiques pour l’Angleterre. Il y est ordonné prêtre en 1597.
Filcock y exprime plusieurs fois le désir d’entrer dans la Compagnie de Jésus mais il est jugé prudent de lui faire d’abord connaitre la ‘mission’ particulière qu’est celle d’Angleterre, avant qu’il ne soit admis.
Après un voyage mouvementé de Calais vers l’Angleterre, durant lequel il est fait prisonnier par les Hollandais, mais parvient à recouvrer la liberté, il touche terre  dans sa région natale, le Kent, au début de l’année 1598. Devenu ‘Arthur Naylor’ il commence dans la clandestinité son ministère sacerdotal, apportant une aide spirituelle et les sacrements de la foi aux familles catholiques. Il est en contact avec les jésuites et, en 1600, est secrètement admis, en 1600, dans la Compagnie de Jésus par Henry Garnet, le supérieur religieux des jésuites en clandestinité.
Filcock n’a pas le temps de passer sur le continent pour y commencer son noviciat qu’il est appréhendé, trahi par un ancien condisciple de Valladolid et emprisonné à Newgate. Il est accusé d’être prêtre catholique ce que, lorsque son procès commence (23 février 1601), il refuse de nier ou d’admettre, insistant pour que des témoins se présentent ou preuves soient avancées. Certain que le verdict serait de toute façon contre lui il demande qu’il n’y ait pas de jury, pour éviter que les jurés aient sur la conscience son inéluctable condamnation. Cela lui est refusé. Il est condamné à mort par pendaison, pour ‘haute trahison’.
Ses derniers jours en prison se passent avec le Bénédictin Mark Barkworth, un autre condisciple de Valladolid. Le jour de l’exécution, le 27 février, les deux prêtres sont conduits à Tyburn où ils arrivent après l’exécution d’Anne Line, une veuve dont la maison servait de refuge aux prêtres catholiques pourchassés.
Filcock doit assister à l’exécution de son ami bénédictin. À la suite de quoi une dernière tentative est faite de lui faire admettre sa trahison. Il reste ferme dans son déni, témoignant par ailleurs qu’il meurt en tant que « catholique, prêtre et jésuite ». Roger Filcock est alors pendu, et son corps est ensuite écartelé. Il a 31 ans.
Roger Filcock est béatifié, avec les autres martyrs anglais, le 22 novembre 1987 par  le pape Jean-Paul II.